# GWD Minden
Grün-Weiß Dankersen-Minden, ou simplesmente GWD Minden, é uma equipe de handebol  de Minden , Alemanha e disputa o Campeonato Alemão de handebol.

## Titulos
Lista atualizada em 2013. 
- Campeonato Alemão de Handebol: 2
  - 1971, 1977

- Copa da Alemanha de Handebol: 3
  - 1975, 1976, 1979

## Elenco 2013/2014
Lista Atualizada em 2013. 
| Nr. | Nacionalidade | Nome                |
| --- | ------------- | ------------------- |
| 1   | Suécia        | Anders Persson      |
| 12  | Alemanha      | Jens Vortmann       |
| 16  | Alemanha      | Pascal Welge        |
| 4   | Alemanha      | Moritz Schäpsmeier  |
| 6   | Alemanha      | Markus Fuchs        |
| 7   | Alemanha      | Artjom Antonevich   |
| 13  | Alemanha      | Christoph Steinert  |
| 15  | Alemanha      | Yves Kunkel         |
| 17  | Alemanha      | Sören Südmeier      |
| 18  | Alemanha      | Nils Torbrügge      |
| 19  | Alemanha      | Oliver Tesch        |
| 20  | Dinamarca     | Anders Oechsler     |
| 22  | Islândia      | Vignir Svavarsson   |
| 23  | Alemanha      | Aljoscha Schmidt    |
| 24  | Montenegro    | Aleksandar Svitlica |
| 29  | Alemanha      | Florian Freitag     |
| 33  | Suécia        | Dalibor Doder       |
| 45  | Eslovênia     | Nenad Bilbija       |